# Studsgård Station
Studsgård Station er en dansk jernbanestation i stationsbyen Studsgård i Vestjylland.
Stationen betjenes fast af GoCollectives Alstom Coradia LINT 41-tog som en af stationerne på Jyske Midtbane, strækningen Skanderborg - Skjern.

## Galleri
- Perronen.
- Billet- og rejsekortautomater.
- Ventesal.
- Den tidligere stationsbygning.